# Olle Lycksell
Olle Lycksell (Oskarshamn, Suecia, 24 de agosto de 1999) es un jugador profesional sueco de hockey sobre hielo que se desempeña en la posición de extremo derecho en Philadelphia Flyers, equipo de la National Hockey League (NHL).

## Carrera
Fue seleccionado en la sexta ronda en la NHL Entry Draft de 2017. En 2022 hizo su debut profesional con el equipo Philadelphia Flyers, donde lleva jugando dos temporadas.